# پالو آلتو (فیلم ۲۰۰۷)
«پالو آلتو» (انگلیسی: Palo Alto (2007 film)) فیلمی در ژانر کمدی-درام است که در سال ۲۰۰۷ منتشر شد. از بازیگران آن می‌توان به آرون اشمور، جانی لویس، آتم ریسر، بن سوج، و توماس آرنلد اشاره کرد.